# مطار أويل
مطار أويل مطار جنوب سوداني يخدم أويل من ولاية شمال بحر الغزال.
1. ↑  "معلومات عن مطار أويل على موقع geonames.org". geonames.org. مؤرشف من الأصل في 2019-07-11.